# Missile anti-balistico
Un missile anti-balistico (in inglese: anti-ballistic missile, sigla ABM) è un missile progettato per contrastare i missili balistici. Questi ultimi sono dei sistemi in grado di trasportare, volando in traiettoria balistica, testate convenzionali, nucleari, biologiche o chimiche. Il termine "missile anti-balistico", dunque, serve per indicare tutti quei sistemi in grado di contrastare minacce di questo tipo, non solo intercontinentali.

## I sistemi in servizio
I sistemi che sono stati dispiegati durante la guerra fredda fino al 1991-92 contro i missili balistici intercontinentali sono stati due:
- Safeguard, sviluppato negli Stati Uniti, che utilizzava missili LIM-49A Spartan e Sprint. Questo sistema ebbe una vita operativa brevissima.
- A-35, sviluppato in Unione Sovietica, che utilizzava missili ABM-1 Galosh. Tale sistema è stato sostituito da uno più aggiornato, l'A-135, basato sui due intercettori ABM-3 Gazelle ed ABM-4 Gorgon.

Gli Stati Uniti, comunque, intendono immettere in servizio un sistema perfezionato, il Ground Based Midcourse Defense. Non è provvisto di una carica esplosiva, ma di un proiettile ad energia cinetica.
Inoltre, sono entrati in servizio anche tre missili ABM "tattici", non in grado cioè di intercettare gli ICBM su lunghe distanze. Questi sono il MIM-104 Patriot (US Army), il sistema AEGIS/RIM-161 dell'US Navy e l'israeliano Arrow. Il nuovo sistema americano a lungo raggio THAAD è entrato in servizio nel 2009. Nell'aprile 2013 gli Stati Uniti hanno dispiegato il sistema presso l'isola di Guam per contrastare le minacce di attacco nucleare avanzate dalla Corea del Nord.
Vi sono anche alcuni sistemi terra-aria che sono in grado di intercettare missili balistici tattici, anche se con diverse limitazioni. Questi sono le ultime versioni del Raytheon MIM-23 Hawk ed i russi SA-20 Gargoyle e SA-21 Growler.
Nel 2021 il più recente missile anti-balistico russo è l'S-500 e, inoltre, nei ranghi delle forze aerospaziali russe nello stesso anno è stata prevista l'entrata in servizio del sistema ABM A-235 Nudol.